# Купецкий, Валерий Николаевич
Валерий Николаевич Купецкий (1929—1999) — советский и российский учёный-океанолог, доктор географических наук, специалист по Арктике и Северному морскому пути. Автор более 100 статей и монографий, популяризатор науки, много лет сотрудничал с газетами «Магаданская правда» и «Полярная звезда» и научно-популярными журналами. 

## Биография
Родился 12 ноября 1929 года в Ленинграде в семье преподавателей.
C началом Великой Отечественной войны отец ушел на фронт, а в 1942 году Валерий с матерью и сестрой были эвакуированы из Ленинграда в Ивановскую область. В Ленинград вернулись в 1945 году, и Валерий продолжил учиться в школе № 5 Василеостровского района. 
Закончив в 1948 году школу, поступил на Географический факультет Ленинградского государственного университета. После его окончания в 1953 году Купецкий был оставлен в аспирантуре на кафедре океанологии. В 1954 году впервые участвовал в научно-оперативной группе Штаба морских операций в Певеке.
С 1958 по 1961 годы работал младшим научным сотрудником в Ленинградском отделении Государственного Океанографического института. В 1959 году защитил докторскую диссертацию. В феврале 1961 года был переведён на работу в Арктический и Антарктический научно-исследовательский институт.
С 1981 по 1989 годы В. Н. Купецкий работал директором Певекской Гидрометеорологической обсерватории. В 1989 году защитил докторскую диссертацию.   
С 1989 по 1997 годы работал ведущим инженером Гидрометцентра Певекского управления по гидрометеорологии и контролю природной среды.
Умер 11 сентября 1999 года в Санкт-Петербурге.

## Заслуги
- Награждён орденом «Знак почета».
- Отличник Гидрометслужбы СССР, Почётный полярник, ветеран авиации Арктики.
- Почётный гражданин города Певека.

## Память
- Правительство Российской Федерации постановлением от 4 июля 2014 года № 617 присвоило безымянному подводному географическому объекту (банке), расположенному в Восточно-Сибирском море, имя Валерия Купецкого.[2][3]